# Val Verde Park (Texas)
Val Verde Park es un lugar designado por el censo ubicado en el condado de Val Verde en el estado estadounidense de Texas. En el Censo de 2010 tenía una población de 2384 habitantes y una densidad poblacional de 1.125,27 personas por km².

## Geografía
Val Verde Park se encuentra ubicado en las coordenadas 29°22′28″N 100°49′50″O / 29.37444, -100.83056. Según la Oficina del Censo de los Estados Unidos, Val Verde Park tiene una superficie total de 2.12 km², de la cual 2.12 km² corresponden a tierra firme y (0%) 0 km² es agua.

## Demografía
Según el censo de 2010, había 2384 personas residiendo en Val Verde Park. La densidad de población era de 1.125,27 hab./km². De los 2384 habitantes, Val Verde Park estaba compuesto por el 83.98% blancos, el 0.5% eran afroamericanos, el 0.59% eran amerindios, el 0.13% eran asiáticos, el 0.04% eran isleños del Pacífico, el 13.3% eran de otras razas y el 1.47% pertenecían a dos o más razas. Del total de la población el 91.78% eran hispanos o latinos de cualquier raza.